# El Tari

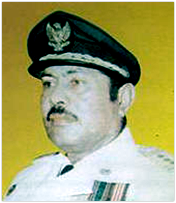
El Tari

El Tari, eigentlich Elias Tari (* 17. April 1926 auf Sawu, Niederländisch-Indien; † 29. April 1978 in Kupang, Westtimor, Indonesien) war ein indonesischer Politiker und Offizier. Von 1966 bis zu seinem Tode war er Gouverneur seiner indonesischen Heimatprovinz Nusa Tenggara Timur im Range eines Brigadegenerals.

## Werdegang

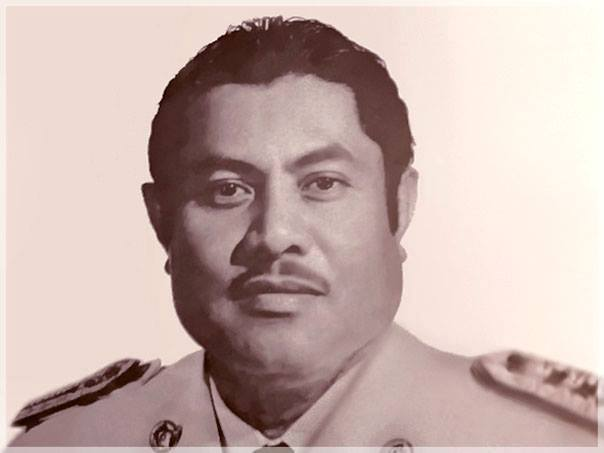
El Tari (1970)

Auf der Grundlage des Präsidialdekrets Nr. 104 von 1965 vom 6. Mai 1965 wurde El Tari zum 18. Juli 1965 zum stellvertretenden Gouverneur von Nusa Tenggara Timur unter Gouverneur William Johanes Lalamentik. Am 12. Juli 1966 wurde El Tari selbst Gouverneur.
Das Provinzparlament in Kupang entschied sich für El Tari als Gouverneur und gegen Oberst Paikun aus Westjava. Paikun hatte sich intensiv um den Posten bemüht und seine Beziehungen spielen lassen, um in Kupang ein riesiges Fußballstadion bauen zu lassen. El Tari hatte nur den militärischen Rang eines Hauptmanns und war zuvor bereits stellvertretender militärischer Gouverneur der Provinz.
Tari soll ein Anhänger der Idee eines vereinigten Groß-Timors gewesen sein, weswegen er die Parteien in Portugiesisch-Timor in den Verhandlungen mit Indonesien unterstützte. Tari erklärte im September 1974, er hoffe, dass man mit einem „brüderlichen Konzept“ Timor innerhalb Indonesiens wiedervereinigen könne, ohne eine Person zu opfern. Der Unterhändler der FRETILIN José Ramos-Horta, der sich von Tari herzlich empfangen fühlte, vermutete sogar gewisse Sympathien für ein unabhängiges Osttimor. Aus Taris Sicht wäre dies, laut Ramos-Horta, ein Schritt auf dem Weg zu einem von Indonesien völlig unabhängigen Timor gewesen. Letztlich besetzte Indonesien Osttimor 1975 militärisch. In den 24 Jahren der Besetzung blieb Osttimor dabei als eigenständige Provinz Timor Timur getrennt vom indonesischen Westtimor.
El Tari wurde 1978 im Alter von nur 52 Jahren vergiftet. Es wird vermutet, dass seine separatistischen Ideen der Grund für die Ermordung waren.
Der Flughafen Kupang wurde dem verstorbenen Gouverneur zu Ehren „Flughafen El Tari“ benannt.

## Familie

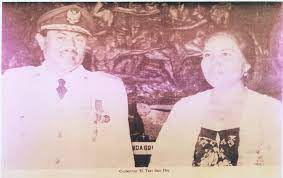
El Tari und seine Frau

Neffe von El Tari war Louis Taolin, Sohn des Rajas von Insana und Agent des militärischen Geheimdienstes Bakin. Taolin war eine der Schlüsselfiguren der Operation Komodo zur Annexion Osttimors.

## Veröffentlichungen
- Memori Gubernur Kepala Daerah Propinsi Nusa Tenggara Timur, Tahun 1958–1972, Jilid I. Kupang: Biro Administrasi Umum, Kantor Gubernur Kepala Daerah Propinsi NTT.